# Eunephrops bairdii
Eunephrops bairdii is een kreeftensoort uit de familie van de Nephropidae. De wetenschappelijke naam van de soort is voor het eerst geldig gepubliceerd in 1885 door Smith.